# Laminectomie

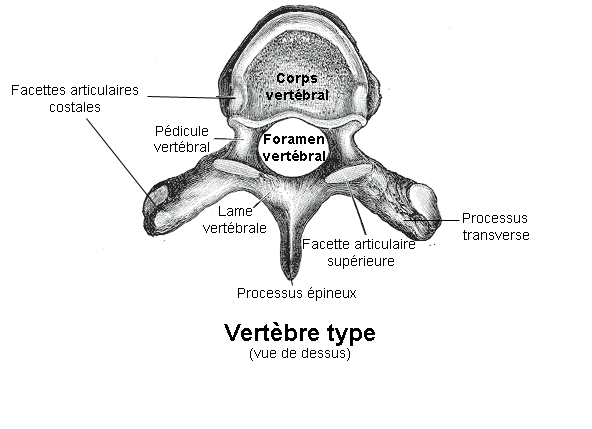
Dessin d'une vertèbre thoracique humaine montrant les lames vertébrales.

La laminectomie est une intervention chirurgicale consistant à supprimer une ou plusieurs lames vertébrales. C’est un mot composé du latin lamina (« lame ») et du suffixe -ectomie (du grec ancien ἐκτομή, ektomê (« excision »).
L'indication la plus fréquente de laminectomie est la cure de canal lombaire étroit. Elle permet alors d'élargir le canal lombaire et de réduire la compression nerveuse causant les symptômes.
En vieillissant, les articulations des vertèbres s'élargissent (arthrose) et viennent empiéter sur le canal lombaire, irritant les nerfs de la queue de cheval (pour les vertèbres lombaires).
L'opération se pratique sous anesthésie générale et en micro chirurgie : les lames sont sectionnées avec une fraise (du genre de celle des dentistes) diamantée, et la partie arrière de la vertèbre est extraite par l'ouverture verticale d'environ 3 cm de hauteur.
Le chirurgien en profite pour examiner les autres liaisons entre vertèbres au-dessus et au-dessous.
Le rétablissement est rapide, mais on ne doit pas porter de poids pendant 10 jours et il faut ensuite se muscler à nouveau.